# Demjanowka (Kaliningrad)
Demjánowka (deutsch Groß Engelau) ist ein erloschenes Dorf im nördlichen Ostpreußen in der Oblast Kaliningrad. Die Örtlichkeit liegt nordwestlich der Siedlung Druschba (Allenburg) und gehörte bis 1945 zum Landkreis Wehlau im Regierungsbezirk Königsberg der preußischen Provinz Ostpreußen.

## Geschichte
Groß Engelau ist seit der Ordenszeit bekannt. Die Gemeinde umfasste ein Areal von 1279 ha. Neben dem Dorf gehörten nur noch das Abbaugehöft Groß Engelau und das Waldarbeitergehöft Kipitten (russisch: Cholmogorje) zur bis zum Ende des Zweiten Weltkrieges bestehenden politischen Gemeinde.
Im Ersten Weltkrieg wurde Groß Engelau von russischen Truppen besetzt und teilweise zerstört. Bis 1945 lag das Dorf im Süden des Kreises Wehlau.
Im Februar 1945 erreichte die Front des Zweiten Weltkriegs den Raum Allenburg, wo im Zuge der Einschließung der deutschen Vierten Armee in Natangen (Kessel von Heiligenbeil) heftige Kämpfe stattfanden. Dabei erlitt auch Groß Engelau Schäden, blieb aber als Ort erhalten. Die deutsche Bevölkerung versuchte ab dem 20. oder 21. Januar 1945 nach Westen zu fliehen. Das gelang aber nicht allen; sie wurden in der Regel den umliegenden Gütern/Sowchosen, wie Trimmau, zugewiesen, nachdem das Dorf nach Kriegsende an die Sowjetunion gefallen war. 1947 fand eine Umbenennung in Demjánowka statt, doch wurde die Siedlung bald aufgegeben. Bis zur vollständigen Ausweisung bis 1948 kamen viele Einwohner durch Hunger und Krankheit um. Der Ort wurde bis auf den Kirchturm vollständig abgetragen. Am Westende des Dorfes wurde eine Halle, offenbar ein Unterstand und Werkstatt für Fahrzeuge, errichtet und mit einer Erdaufschüttung umgeben, von der aus das Umfeld gut übersehen werden konnte. Heute befindet sich die Ortslage von Demjánowka in einem Truppenübungsplatz, der ungefähr den Frisching (Gebiet zwischen Friedland / Právdinsk und Tapiau / Gvardéjsk) umfasst und in dem der Groß Engelauer Kirchturm die wesentliche Landmarke darstellt. Es werden dort  vor allem Panzerschützen ausgebildet.

## Kirche

### Kirchengebäude
Die Kirche in Groß Engelau stammte aus der zweiten Hälfte des 14. Jahrhunderts. Im 15. Jahrhundert wurde der hohe Treppengiebelturm mit den charakteristischen Blendenfeldern und dem gotischen Westportal hinzugefügt. Im Ersten Weltkrieg brannte die Ordenskirche bis auf die Grundmauern nieder. Dabei ging die Ausstattung verloren. Der originalgetreue Wiederaufbau wurde kurz nach Ende des Krieges vollendet. Die Anfang 2015 zusammengefallene Turmruine der Kirche war das einzige noch erhaltene Bauwerk des verschwundenen Dorfes.

### Kirchengemeinde
Bereits in vorreformatorischer Zeit war Groß Engelau ein Kirchdorf. Bis 1612 und zwischen 1808 und 1908 war Groß Engelau mit der Kirche Klein Schönau (heute russisch: Oktjabrskoje) im  Kirchenkreis Friedland (Prawdinsk) verbunden. Sonst jedoch war Groß Engelau dem  Kirchenkreis Wehlau (Snamensk) in der Kirchenprovinz Ostpreußen der Kirche der Altpreußischen Union zugeordnet.